# Gaillard (Haute-Savoie)
Pour les articles homonymes, voir Gaillard.
Gaillard est une commune française située dans le département de la Haute-Savoie, en région Auvergne-Rhône-Alpes.

## Géographie

### Localisation
Commune de l'agglomération d'Annemasse, la commune est située à la frontière suisse, à environ 3 km de Genève.
Elle s'étend sur 4 km2 avec une densité de 2 916 habitants par km2.

### Communes limitrophes
Les communes limitrophes sont Ambilly, Annemasse, Étrembières, Thônex et Veyrier.
|                       | Thônex ( Suisse, GE) |             |
| Veyrier ( Suisse, GE) | Gaillard suisse      | Étrembières |
|                       | Étrembières          |             |

### Hydrographie
La commune est traversée par l'Arve, ainsi que par un cours d'eau moins important, le Foron, qui marque la frontière franco-suisse.

### Climat
Le climat y est de type montagnard en raison de la présence du massif alpin.
La station météorologique de Météo-France installée sur la commune et mise en service en 1987 permet de connaître en continu l'évolution des indicateurs météorologiques. Le tableau détaillé pour la période 1981-2010 est présenté ci-après.
| Mois                                  | jan.           | fév.         | mars           | avril         | mai             | juin          | jui.          | août        | sep.          | oct.          | nov.          | déc.            | année    |
| ------------------------------------- | -------------- | ------------ | -------------- | ------------- | --------------- | ------------- | ------------- | ----------- | ------------- | ------------- | ------------- | --------------- | -------- |
| Température minimale moyenne (°C)     | −1,4           | −1,2         | 1,3            | 4,2           | 8,9             | 11,9          | 13,8          | 13,4        | 10            | 6,9           | 2             | −0,5            | 5,8      |
| Température moyenne (°C)              | 2              | 3,3          | 7              | 10,1          | 15,1            | 18,2          | 20,5          | 20          | 15,7          | 11,4          | 5,7           | 2,5             | 11       |
| Température maximale moyenne (°C)     | 5,3            | 7,9          | 12,7           | 16,1          | 21,3            | 24,6          | 27,1          | 26,6        | 21,4          | 16            | 9,4           | 5,5             | 16,2     |
| Record de froid (°C) date du record   | −12,5 31.01.05 | −13 06.02.12 | −10,6 02.03.05 | −5,5 08.04.03 | −0,7 15.05.1995 | 2,5 01.06.06  | 6 17.07.00    | 5 31.08.06  | 1 30.09.1995  | −4,6 26.10.03 | −9 27.11.05   | −12,8 20.12.09  | −13 2012 |
| Record de chaleur (°C) date du record | 18,6 04.01.22  | 21 23.02.20  | 26 22.03.1990  | 28,6 30.04.05 | 33,9 24.05.09   | 37,3 30.06.19 | 38,8 07.07.15 | 40 13.08.03 | 32,5 12.09.18 | 27,8 07.10.09 | 24,3 02.11.20 | 19,9 16.12.1989 | 40 2003  |
| Précipitations (mm)                   | 57,2           | 56,7         | 68             | 80,5          | 87              | 85,9          | 79,2          | 86,5        | 103,4         | 103,1         | 87,6          | 74,8            | 969,9    |

### Voies de communication et transports
La commune est desservie par l'« Autoroute Blanche » (A40), elle ne possède pas de gare ferroviaire, la gare la plus proche est celle d'Annemasse, desservie par des TER Rhône-Alpes et des TGV de et vers Paris via Bellegarde-sur-Valserine. La gare de Genève-Cornavin est également reliée par TGV Lyria à Paris, mais elle impose depuis Gaillard de traverser la frontière.

#### L'aéroport de Genève Cointrin
L'aéroport international, desservi par de nombreuses compagnies d'aviation, est accessible en une quinzaine de minutes. Il impose également un passage de frontière.

#### Transports en commun

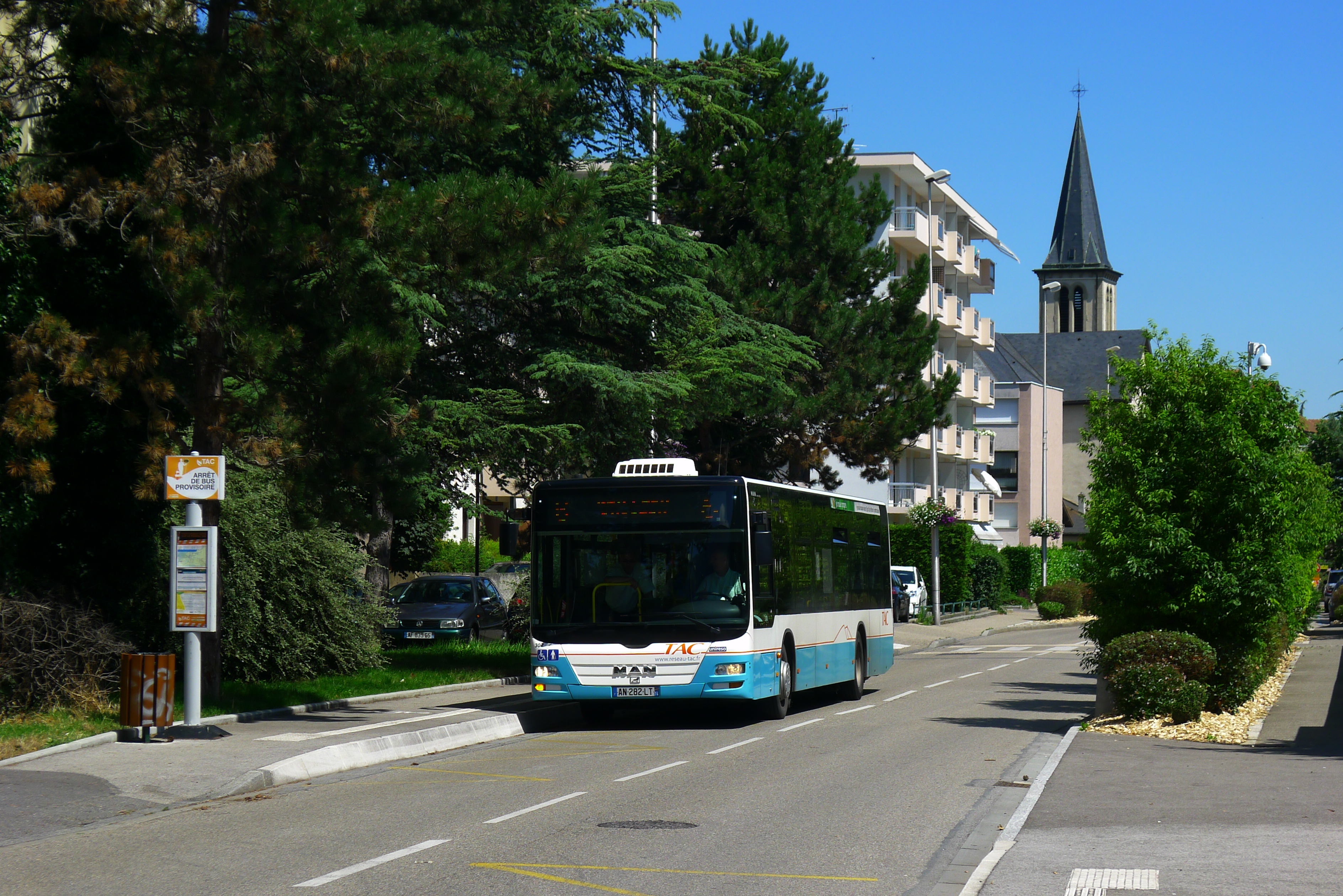
Autobus du réseau TAC (Annemasse) vu près de l'Église de Gaillard.

Les bus font partie des TAC (Transports annemassiens collectifs) qui est le réseau de transports publics desservant l'agglomération d'Annemasse.
Les horaires ainsi que les lignes ont été redéfinis (presque conjointement) avec les TPG pour faciliter le transit des travailleurs frontaliers.

## Urbanisme

### Typologie
Au 1er janvier 2024, Gaillard est catégorisée grand centre urbain, selon la nouvelle grille communale de densité à sept niveaux définie par l'Insee en 2022.
Elle appartient à l'unité urbaine de Genève (SUI)-Annemasse (partie française), une agglomération internationale regroupant 34  communes, dont elle est une commune de la banlieue,,. Par ailleurs la commune fait partie de l'aire d'attraction de Genève - Annemasse (partie française), dont elle est une commune du pôle principal,. Cette aire, qui regroupe 158 communes, est catégorisée dans les aires de 700 000 habitants ou plus (hors Paris),.

### Occupation des sols
L'occupation des sols de la commune, telle qu'elle ressort de la base de données européenne d’occupation biophysique des sols Corine Land Cover (CLC), est marquée par l'importance des territoires artificialisés (61,9 % en 2018), en augmentation par rapport à 1990 (57,9 %). La répartition détaillée en 2018 est la suivante : 
zones urbanisées (50,3 %), terres arables (22,2 %), forêts (12,7 %), zones industrielles ou commerciales et réseaux de communication (9,1 %), zones agricoles hétérogènes (3,2 %), mines, décharges et chantiers (2,6 %).
L'IGN met par ailleurs à disposition un outil en ligne permettant de comparer l’évolution dans le temps de l’occupation des sols de la commune (ou de territoires à des échelles différentes). Plusieurs époques sont accessibles sous forme de cartes ou photos aériennes : la carte de Cassini (XVIIIe siècle), la carte d'état-major (1820-1866) et la période actuelle (1950 à aujourd'hui).

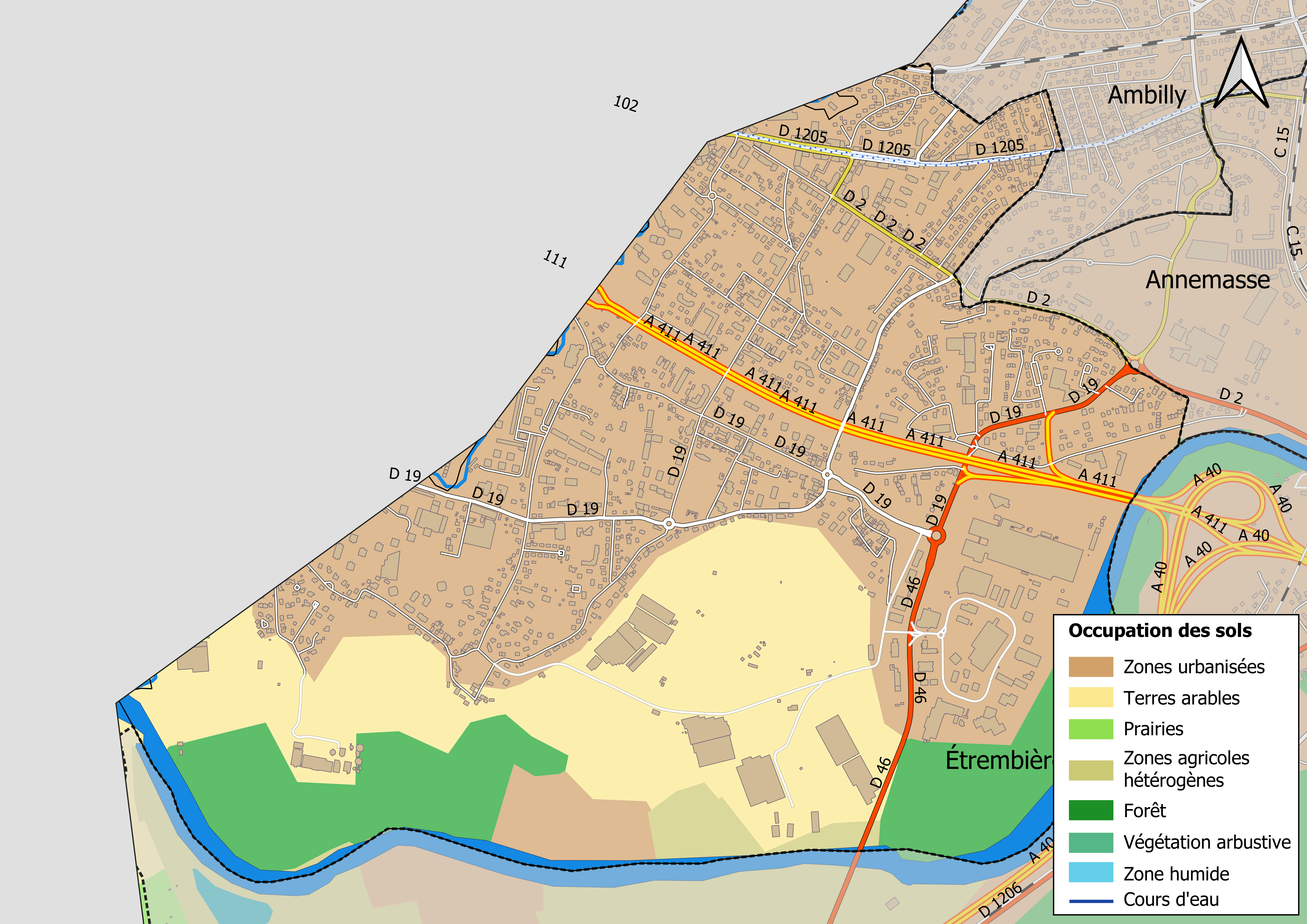
Carte des infrastructures et de l'occupation des sols en 2018 (CLC) de la commune.
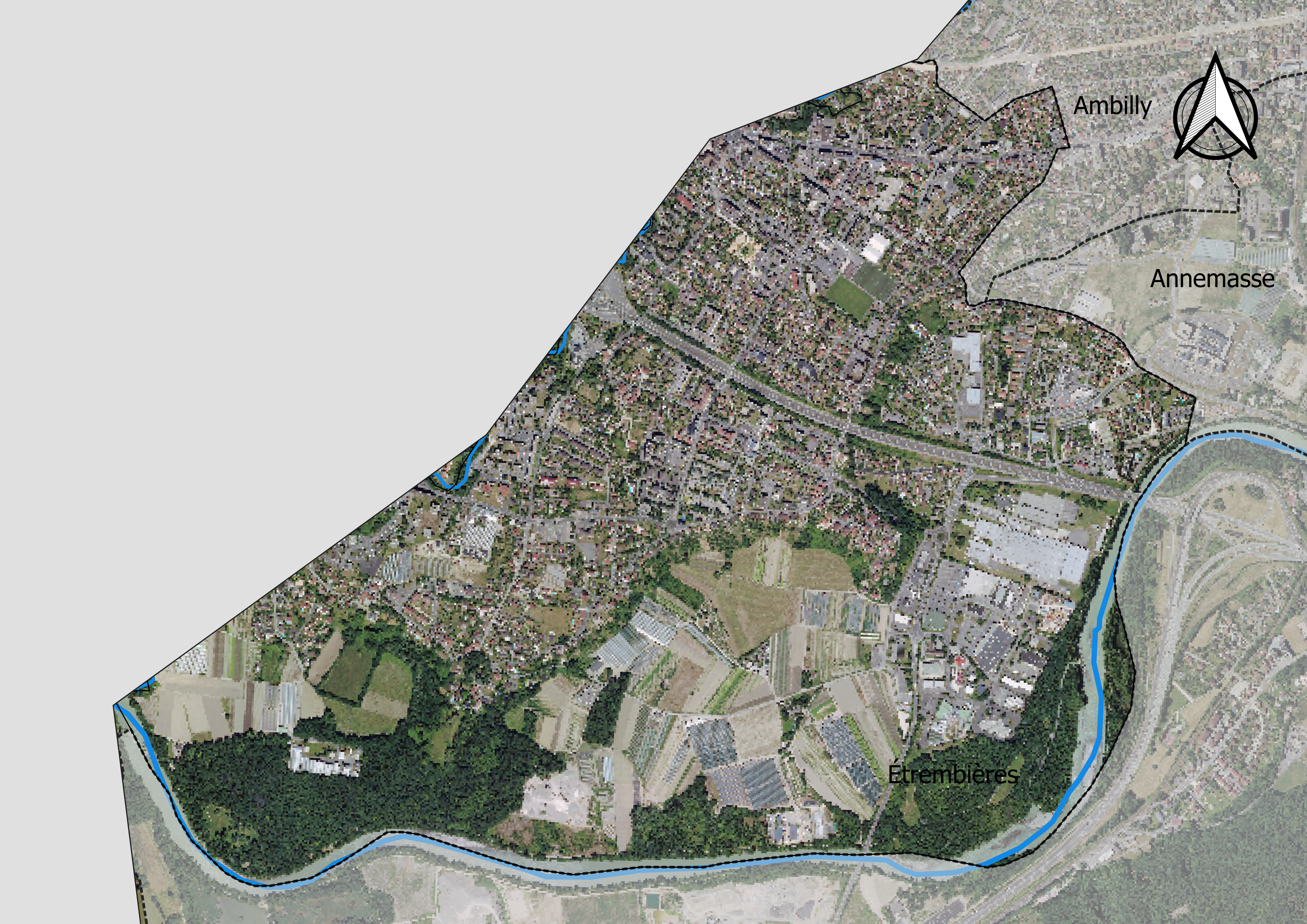
Carte orthophotogrammétrique de la commune.

### Morphologie urbaine
Une zone urbaine, sur le plateau, qui regroupe aujourd’hui près de 12 000 habitants rassemblant plus de 100 nationalités.
Gaillard est composé principalement du quartier de Sigem-Fossard classée zone urbaine sensible (ZUS), remplacé par le quartier prioritaire « Chalet - Helvetia-Park - Hutins » en 2015 pour 2 117 habitants en 2020.
Vu du ciel, il n'y a pas de différence entre Gaillard, Ambilly, Annemasse et même la ville de Thonex en Suisse.

#### Sigem-Fossard
Le quartier Sigem-Fossard est située près de la douane de Fossard et est composée de nombreuses nationalités différentes. Sigem-Fossard est classée zone urbaine sensible (ZUS) par l'Insee.

### Gaillard, ville frontalière
Située à la frontière franco-suisse, Gaillard est reliée à la ville de Thônex par plusieurs points de passage.

#### La douane de Vallard
La douane de Vallard est une grande douane ouverte 24 heures sur 24. L'autoroute Blanche A40 qui vient de la vallée de l'Arve et de Chamonix ou de Lyon en passant par La Roche-sur-Foron, est reliée à la douane par l'autoroute A411. Cette dernière se prolonge en Suisse sur la route de Malagnou qui arrive à proximité du pont du Mont-Blanc au centre de Genève.

#### La douane de Moëllesulaz

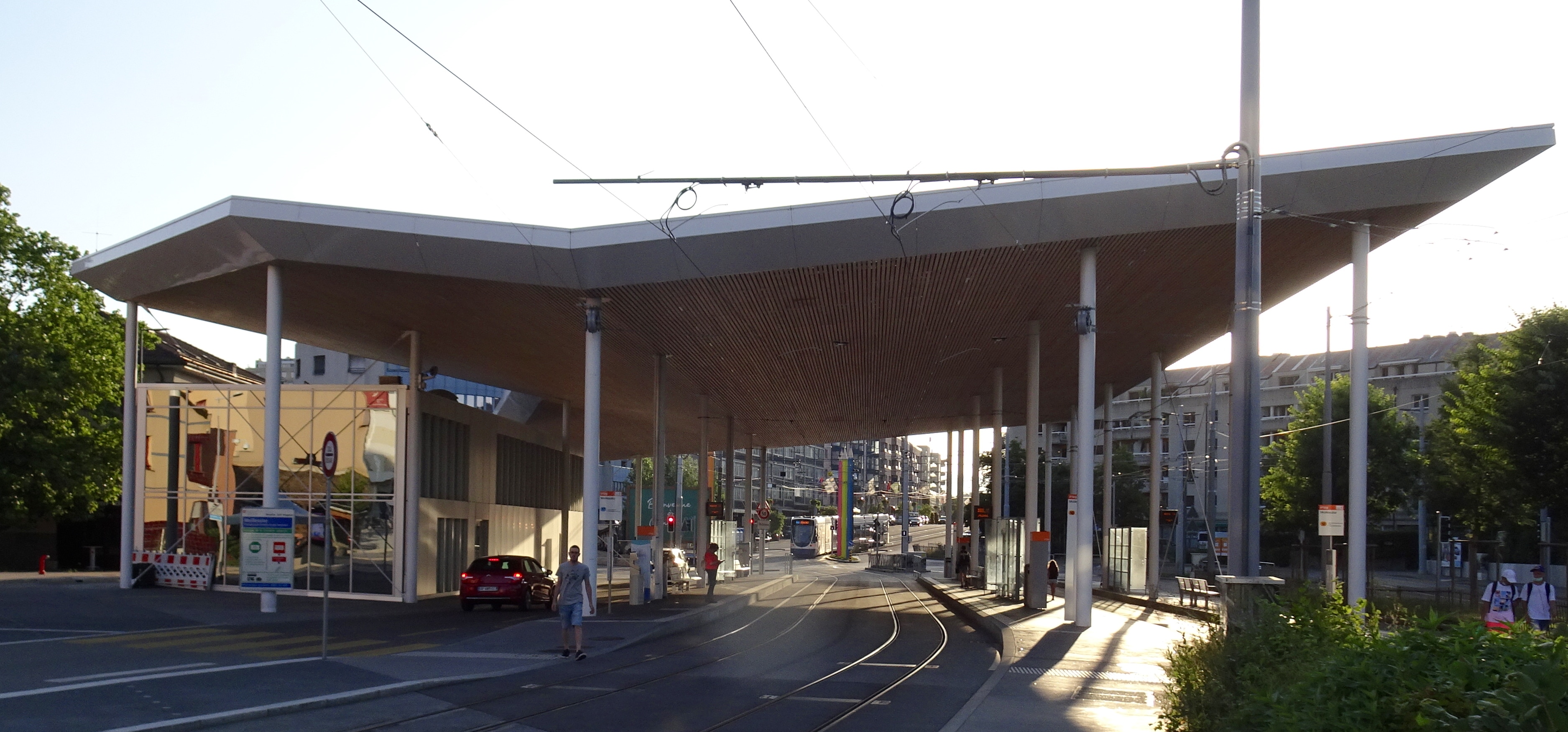
La douane de Moëllesulaz.

Le second passage depuis Gaillard vers la Suisse est la douane de Moëllesulaz (« Moillesulaz » du côté suisse), nom francoprovençal signifiant « mouille soulier », car il fallait traverser à pied le Foron — ruisseau qui sépare la France de la Suisse — avant la construction du pont.
La douane de Moillesulaz est le terminus de la ligne 12 du tramway de Genève. La ligne 17 passe la frontière, traverse Gaillard, Ambilly avec son terminus à Annemasse. De nombreux habitants de Gaillard et Annemasse passent par cette douane pour aller à Genève, en particulier pour travailler.
Du côté français, le quartier de la douane de Moëllesulaz s'appelle la « Porte de France ».
Le général Giraud, après son évasion de la Forteresse de Königstein, le 17 avril 1942, emprunte la douane de Moëllesulaz plutôt que celle de Saint-Julien-en-Genevois pour quitter la Suisse.

#### La douane de Fossard
La douane de Fossard donne sur les abords de la ville de Thônex. Le passage des valeurs marchandes n'y est pas autorisé.
Avec l'accord de Schengen auquel la Suisse a adhéré, les vérifications sont devenues modestes, mais il y a toujours les douaniers qui peuvent vérifier le passage.

## Toponymie
Le château est mentionné lors de sa création, en 1304, sous la forme castrum Galliardi. On trouve dans les années qui suivent les formes castro Gaillart (1304-1305) ou encore castrum Gaillardi (1306).
Le toponyme provient de Château-Gaillard, dans le sens « bravoure ».
En francoprovençal, le nom de la commune s'écrit Guèlyâr (graphie de Conflans) ou Galyârd / Gàlyârd (ORB).

## Histoire

### Début de la période féodale
Durant le Moyen Âge, Gaillard est le centre d'une châtellenie.
Chastel-Gaillard et devint simplement Gaillard après la démolition du château en 1589.
Gaillard, par sa position géographique particulière, a joué un rôle actif dans l’histoire de Genève et de la Savoie. En effet, même si l’urbanisation a souvent effacé les traces du passé, l’agglomération frontière actuelle est l’héritière de Château-Gaillard, bourg fortifié fondé par les comtes de Genève au XIIIe siècle, qui commandait les passages terrestres et fluviaux vers la cité voisine. Au Moyen Âge [Quand ?], la forteresse, sise dans le diocèse de Genève, abritait une garnison de 3 000 hommes.

### La maison de Savoie

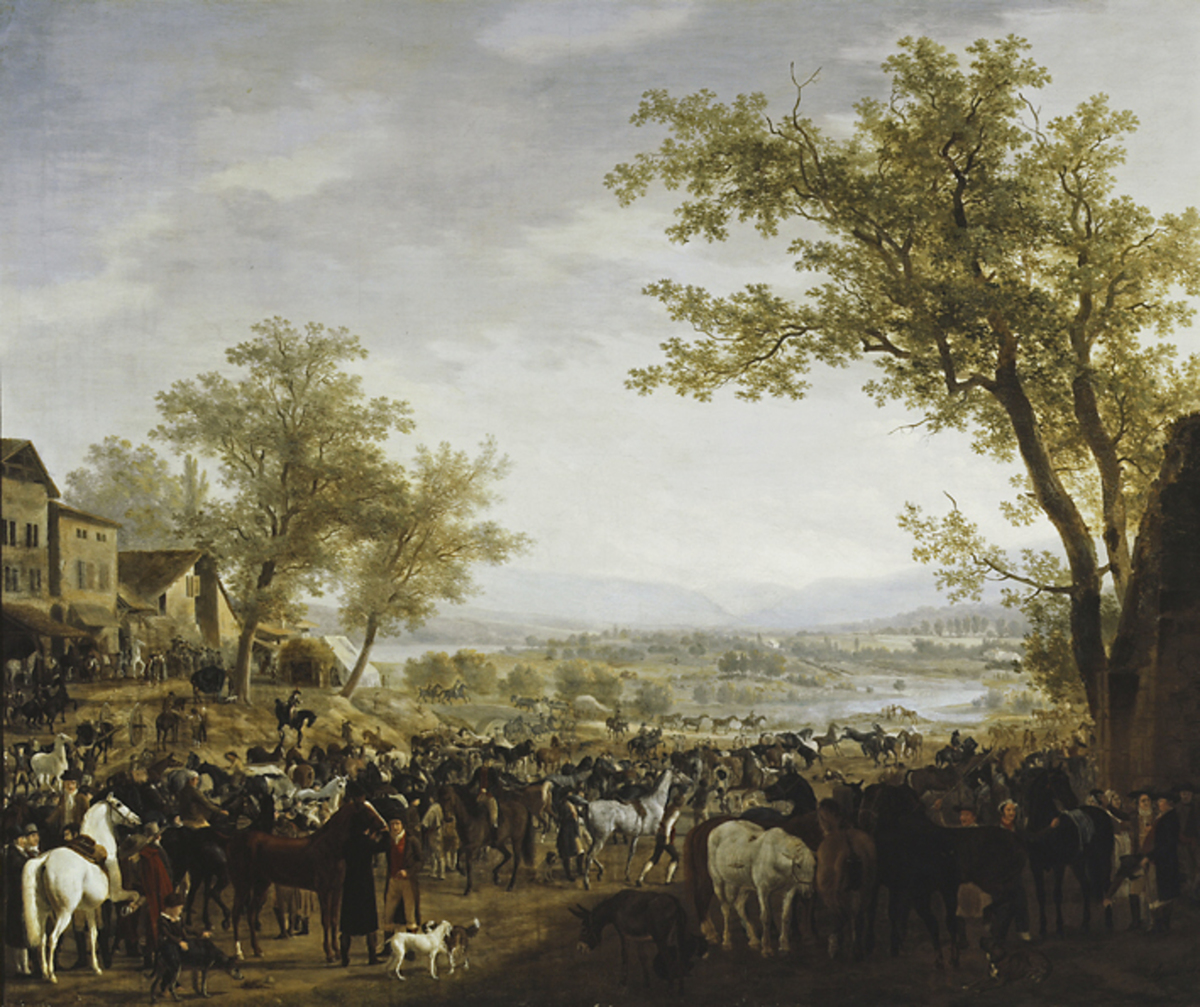
Le Marché aux chevaux à Gaillard), Agasse et Toepffer, vers 1799

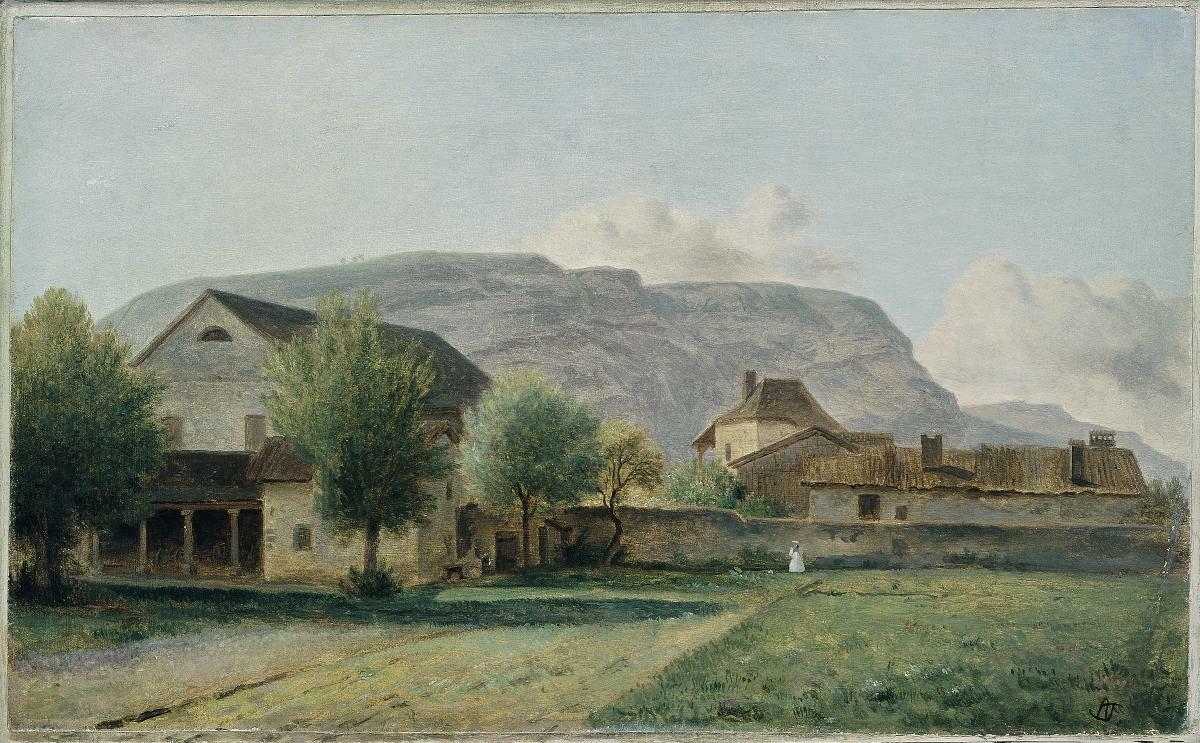
Paysage de Gaillard, près d'Annemasse (Haute-Savoie), Toepffer, vers 1820

Au début du XVe siècle, après la disparition des comtes de Genève et l’achat du comté par Amédée VIII, duc de Savoie, toute l’ancienne province du Genevois – vaste étendue englobant une grande partie du bassin du Léman, les vallées de l’Arve jusqu’au mont Blanc, celle du Rhône savoyard et toute la région des Préalpes françaises – devint savoyarde. Au moment de l’instauration de la Réforme, en 1536, Genève est en effervescence. Pour réagir contre ce mouvement d’indépendance, les parents fribourgeois du chanoine Pierre Verly se réunissent à Gaillard et menacent Genève. Les évènements se précipitent. Les Genevois somment le château de se rendre ; ils l’attaquent et le reprennent.
Le bailliage de Gaillard est rendu au duc de Savoie par le traité de Lyon en 1601. Ce document cède en même temps à la France la Bresse, le Bugey, le Valromey et le pays de Gex. Pour compenser la perte de ces provinces, le duc de Savoie lance une action militaire contre Genève, dont le point fort est l'Escalade, le 11 décembre 1602, qui se solde par la défaite du duc de Savoie. Aux termes du traité de Turin de 1816, le territoire de Gaillard est incorporé à la « zone sarde », zone de libre-échange avec la Suisse qui deviendra après 1860 et le rattachement de la Savoie à la France la zone franche de la Haute-Savoie toujours en vigueur aujourd'hui. Après avoir été, au cours des siècles, Genevois, Savoyens, Français et Sardes vivant en communauté avec Thônex, les Gaillardins sont associés à Ambilly lors du retour à la Savoie le 7 avril 1817.
Mais cette nouvelle union sera de courte durée puisque, selon les « Lettres patentes royales » du 3 août 1843, Charles-Albert, roi de Sardaigne, reconnaît « convenable dans l’intérêt public » de séparer « de la commune d’Ambilly-Gaillard, les hameaux de Gaillard, Moillesulaz, Valard et Vernaz et les érige en commune sous le nom de Gaillard, laissant que le village d’Ambilly continue à former une commune à lui seul sous le nom d’Ambilly »[Pas dans la source].

### Gaillard devient française
En 1860, par le traité de Turin, la Savoie est cédée à la France.
Lors des débats sur l'avenir du duché de Savoie, en 1860, la population est sensible à l'idée d'une union de la partie nord du duché à la Suisse. Une pétition circule dans cette partie du pays (Chablais, Faucigny, Nord du Genevois) et réunit plus de 13 600 signatures, dont 136 pour la commune,. Le duché est réuni à la suite d'un plébiscite organisé les 22 et 23 avril 1860 où 99,8 % des Savoyards répondent « oui » à la question « La Savoie veut-elle être réunie à la France ? ».
En 1896, Gaillard dénombre 212 maisons, 351 ménages et 1 239 habitants. C’est donc un bourg essentiellement rural, avec une activité maraîchère en plein essor. Au fil des années, sa population va croissant.

### De 1945 à nos jours
Peuplée de 11 300 habitants en 2012, la ville présente aujourd’hui une physionomie urbaine qui contraste avec la vie quotidienne un siècle auparavant. La vocation maraîchère, partiellement conservée dans la plaine de l’Arve, nous rappelle cependant le rôle qu’a joué cette activité dans le développement de la ville et dans les relations frontalières.

## Politique et administration

### Administration territoriale
La commune est rattachée administrativement à l’arrondissement de Saint-Julien-en-Genevois.
Elle appartient au canton d'Annemasse dès 1860, puis à celui d'Annemasse-Nord en 1973. En 2015, la commune devient le chef-lieu du canton de Gaillard, créé à la suite du redécoupage cantonal de 2014. Enfin, elle est rattachée à la quatrième circonscription de la Haute-Savoie.

### Tendances politiques et résultats
Pour les législatives de 2012, les Gaillardins ont voté à 51 % pour le candidat de gauche, Guillaume Mathelier, maire de la commune voisine d'Ambilly, qui n'a pas été élu comme député.

### Administration municipale
Le nombre d'habitants au dernier recensement étant compris entre 10 000 et 19 999, le nombre de membres du conseil municipal est de trente-trois.

### Politique de développement durable
La ville a engagé une politique de développement durable en lançant une démarche d'Agenda 21 en 2005.

### Instances judiciaires et administratives
Gaillard dépend des tribunaux de grande instance, d'instance et de commerce ainsi que du  conseil de prud'hommes, tous siégeant à Thonon-les-Bains, et de la cour d'appel de Chambéry.
La sous-préfecture de Saint-Julien-en-Genevois ne délivrant plus de certificats d'immatriculation depuis 2012[réf. nécessaire], cette formalité s'effectue auprès de la préfecture d'Annecy et des sous-préfectures de Bonneville ou de Thonon-les-Bains.

## Population et société

### Démographie
Les habitants de la commune sont appelés les Gaillardins.
L'évolution du nombre d'habitants est connue à travers les recensements de la population effectués dans la commune depuis 1848. Pour les communes de plus de 10 000 habitants les recensements ont lieu chaque année à la suite d'une enquête par sondage auprès d'un échantillon d'adresses représentant 8 % de leurs logements, contrairement aux autres communes qui ont un recensement réel tous les cinq ans,.

En 2022, la commune comptait 11 054 habitants, en évolution de −0,88 % par rapport à 2016 (Haute-Savoie : +6,01 %, France hors Mayotte : +2,11 %).
| 1848  | 1858  | 1861  | 1866  | 1872  | 1876  | 1881  | 1886  | 1891  |
| ----- | ----- | ----- | ----- | ----- | ----- | ----- | ----- | ----- |
| 1 026 | 1 338 | 1 173 | 1 151 | 1 100 | 1 180 | 1 228 | 1 189 | 1 220 |

| 1896  | 1901  | 1906  | 1911  | 1921  | 1926  | 1931  | 1936  | 1946  |
| ----- | ----- | ----- | ----- | ----- | ----- | ----- | ----- | ----- |
| 1 239 | 1 342 | 1 288 | 1 240 | 1 511 | 1 961 | 2 686 | 2 839 | 2 981 |

| 1954  | 1962  | 1968  | 1975  | 1982  | 1990  | 1999  | 2005   | 2006   |
| ----- | ----- | ----- | ----- | ----- | ----- | ----- | ------ | ------ |
| 3 580 | 4 568 | 6 233 | 9 027 | 9 079 | 9 592 | 9 949 | 11 346 | 11 507 |

| 2011   | 2016   | 2021   | 2022   | - | - | - | - | - |
| ------ | ------ | ------ | ------ | - | - | - | - | - |
| 11 290 | 11 152 | 10 175 | 11 054 | - | - | - | - | - |

### Enseignement
La ville de Gaillard dispose de trois écoles élémentaires et d'un collège :
- École du Salève ;
- École du Châtelet ;
- École des Voirons-Bossonnets ;
- Collège Jacques-Prévert.

### Manifestations culturelles et festivités
- Concours international de piano Adilia Alieva : créé en 1998, il est organisé tous les 2 ans. Il regroupe deux catégories de participants : les jeunes et les professionnels. Depuis 2014, le concours n'est plus organisé à Gaillard, mais désormais à Annemasse et à Genève. Il est devenu annuel[28].

### Santé

#### Cabinet médical
Il existe plusieurs cabinets médicaux, soit des médecins seuls ou des associations de médecins généralistes qui pratiquent sur Gaillard. En 2024 il n'y a plus de médecins généralistes sur la commune.

#### Hôpital privé
- La clinique du centre-ville d'Annemasse, devenue l'Hôpital Privé Pays de Savoie (HPPS) a déménagé au Brouaz, quartier d'Annemasse, à la limite de Gaillard.

#### Hôpital cantonal
Les frontaliers travaillant en Suisse (Genève) et selon leurs assurances, peuvent se faire soigner à l’hôpital cantonal de Genève.

#### Pharmacie
Gaillard possède plusieurs pharmacies réparties sur la commune. Les gardes sont partagées avec les officines de l'agglomération.
La ville de Thônex (Suisse) propose aussi des pharmacies, avec les lois suisses.

### Sports
- Évian Thonon Gaillard Football Club, club de football qui évoluait en Ligue 1. Jusqu'en 2003, le FC Gaillard évolue au stade Louis-Simon, situé à Gaillard, dont la capacité est limitée à 1 800 places. Avec la fusion et la montée en National, l'équipe première déménage au stade Joseph-Moynat de 3 500 places, situé à Thonon-les-Bains, puis au parc des sports d'Annecy après la montée en Ligue 2. La ville dispose toujours d'un stade utilisé par la réserve jouant en CFA2 et pour des matchs de coupe[29].

### Médias

#### Radios et télévisions
La commune est couverte par des antennes locales de radios dont France Bleu Pays de Savoie, ODS Radio, Radio Plus (Pays de Savoie), etc. Enfin, la chaîne de télévision locale TV8 Mont-Blanc diffuse des émissions sur les pays de Savoie. Régulièrement, l'émission La Place du village expose la vie locale. France 3 et sa station régionale France 3 Alpes peuvent parfois relater les faits de vie de la commune.

#### Presse et magazines
La presse écrite locale est représentée par des titres comme Le Dauphiné libéré, L'Essor savoyard, Le Messager - édition Genevois, le Courrier savoyard.

#### Internet
Gaillard a été récompensée pour sa politique Internet par le label « Ville Internet » en 2011 (@@).

## Économie
Usine pharmaceutique Delpharm/Bayer anciennement Roche Nicolas.

## Culture et patrimoine

### Lieux et monuments
- Église Saint-Pierre.
- Château de Gaillard (début de construction 1304)[12],[31],[32].

### Espaces verts et fleurissement
En 2014, la commune obtient le niveau « deux fleurs » au concours des villes et villages fleuris.

### Patrimoine culturel
Gaillard dispose d'une salle de spectacles, la salle Louis-Simon, qui accueille régulièrement des conférenciers, chanteurs, etc.

### Héraldique
| Armes de Gaillard | Les armes de Gaillard se blasonnent ainsi : D’or à la bande partie d'azur et de gueules. - « Gueules » est le rouge héraldique et traduit la force. « Or » signifie richesse, force, foi, constance. « Azur » symbolise la justice et la loyauté. D'où la devise de Gaillard : Force, foi, loyauté. Selon le site de la mairie, la commune de Gaillard a adopté pendant quelques années les armoiries de la famille de Rossillon (originaire du pays de Gex), seigneurs de Gaillard : De sable à la croix d'argent, puis a finalement adopté les armes de la famille de la Naz, originaire de Gaillard, D'or à la bande tranchée de gueules et d'azur. Le site de la commune donne ce blasonnement qui est fautif par rapport au dessin proposé, conforme à celui ci-contre (la bande tranchée présenterait une séparation entre le rouge et le bleu selon une diagonale de la bande). |